# Monasterio de San Miguel de Fay
El monasterio de San Miguel de Fay (en catalán: monestir de Sant Miquel de Fai) es un antiguo cenobio benedictino situado a 7 km del municipio de San Felíu de Codinas, en la comarca catalana del Vallés Oriental, perteneciente a la provincia de Barcelona (España). Forma parte de la Red de Parques Naturales protegidos, promovidos y gestionados por la Diputación de Barcelona.
Está situado encima del Valle de San Miguel dentro del paraje natural de Riscos de Bertí, en el término municipal de Bigues i Riell del Fai y el ámbito del pueblo de Riells del Fai, en el Vallés Oriental. Por encima del monasterio transcurre el linde de su municipio con el de Sant Quirze de Safaja, del Moyanés.
Abrió sus puertas el 22 de abril de 2023 por parte de la Diputación de Barcelona.

## Situación geográfica
Situado en el extremo norte del término municipal, el acceso para vehículos es desde Sant Feliu de Codines o desde el kilómetro 7 de la carretera C-1413b, a Can Sants, en término de Sant Quirze Safaja. El acceso desde Riells del Fai es únicamente a pie. El límite de los términos municipales de Bigues i Riells y de Sant Quirze Safaja pasa justamente por el risco que se erige encima del monasterio.
A ras de los edificios del priorato, por su lado de poniente, discurre el torrente denominado el Rossinyol. Este torrente antes de llegar al monasterio hace un primer salto de agua, bajo el cual hay un pequeño embalse que era una poza que fue ampliado con una pequeña presa por encima de la cual circula la calle del monasterio. A continuación, y debajo del monasterio, hace el impresionante salto de agua el Rossinyol, al final del cual hay las cuevas de San Miquel, una grande bauma que ha ido abriendo el agua del Rossinyol con el paso de los siglos.
Tiene varios accesos. En vehículo, la carretera desde Sant Feliu de Codines; o, desde la carretera C-1413b, el camino de San Miquel del Fai. A pie, un camino sube desde la cabecera del valle de San Miquel, en Riells del Fai, también denominado camino de San Miquel del Fai.

## Historia
El monasterio fue fundado por Gombau de Besora, señor entre otras tierras del castillo de Montbui en Caldas. En 997, Gombau compró las tierras a Ramón Borrell. Se desconoce la fecha exacta de la fundación del monasterio pero en 1006 ya estaba instalada una comunidad de frailes, siendo su primer abad Guillemund.

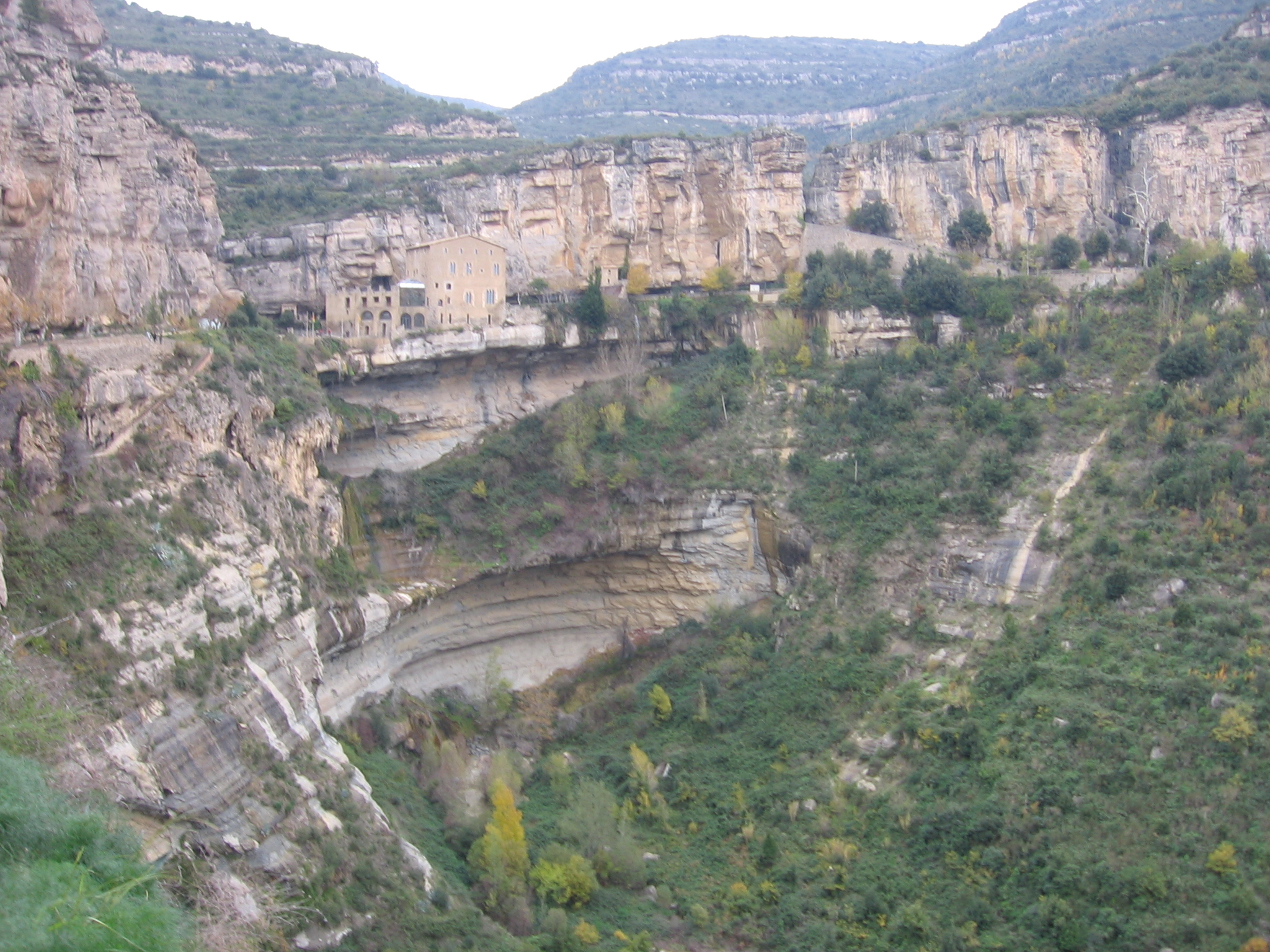
Espacio natural

Tanto los condes de Barcelona como el propio Gombau dotaron al monasterio de importantes bienes. En 1042, Gombau unió, en calidad de priorato, el monasterio catalán con el de San Víctor de Marsella con el fin de garantizar la continuidad del cenobio después de su muerte.
La comunidad residente en San Miguel fue siempre pequeña, entre cinco y seis monjes. Entró en declive a partir del siglo XIV cuando la comunidad quedó reducida a tres monjes. La vida religiosa en el cenobio finalizó en 1567 cuando se convirtió en una dependencia de la diócesis de Gerona quien se encargó de mantener el culto en el recinto mediante sacerdotes beneficiados. El antiguo monasterio se fue transformando en un santuario al que acudían los vecinos de las localidades cercanas. Tras la desamortización quedó en manos de particulares. Las actividades religiosas se mantuvieron hasta 1936.
A pesar de ser un monasterio de pequeñas dimensiones contó con importantes donaciones. En el Museo Diocesano de Barcelona se conserva una cruz románica de plata repujada, obra única de la orfebrería románica, procedente de San Miguel. En el museo se encuentran también lápidas, sarcófagos y otros artículos de menaje que demuestran la riqueza que un día tuvo este cenobio.

## Arquitectura
La iglesia se construyó en una cueva, sirviéndole de techo la propia piedra. Se trata de la mayor iglesia troglodita del país. Tiene una portalada románica formada por un arco de medio punto. Completa la portalada una arquivolta apoyada sobre un par de columnas, rematadas con capiteles decorados con motivos vegetales. Tan solo quedan algunos restos del altar mayor. 
Tiene una pequeña cripta a la que se accede a través de una escalinata situada cerca de la entrada. En el suelo de la iglesia son visibles las lápidas de los antiguos abades. En las capillas laterales, prácticamente desaparecidas, se encuentran dos tumbas. La primera, del siglo XIII, se cree corresponde a Guillem, conde de Osona y hermano de Ramón Berenguer I, quien, tras renunciar a sus derechos, fue monje de San Miguel. La otra tumba se supone que es la de Andrés de Arbizu, monje de origen navarro que aportó numerosos bienes al cenobio.
La antigua casa del priorato es de estilo gótico y fue construida en el siglo XV. Durante muchos años funcionó como hostal, aunque conserva su disposición original.

## Espacio natural
El monasterio se encuentra situado en un entorno natural bien conservado enmarcado por los despeñaderos rocosos de los llamados Riscos de Bertí, en el sistema montañoso de la cordillera Prelitoral Catalana, y separa geográficamente las comarcas del Vallés Oriental y del Moyanés. 
En este espacio tienen gran protagonismo las aguas del río Tenes, afluente del río Besós, que han ido modelando las formaciones calcáreas del contorno por el que desciende el río formando el valle del río Tenes. Un gran salto de agua y diversas cuevas configuran los elementos destacados del lugar.
Aunque el Espacio Natural de San Miguel de Fay se encuentra situado en el municipio de Bigas, se accede al mismo desde una carretera que nace en el centro urbano del municipio de San Felíu de Codinas.